# Donna Dixon
Donna Lynn Dixon (Alexandria, 20 luglio 1957) è un'attrice statunitense.

## Biografia
Donna Dixon nasce ad Alexandria, in Virginia, figlia di Earl Dixon, proprietario del nightclub Hillbilly Heaven a Lorton, in Virginia, sulla U.S. Route 1. Comincia la sua carriera come modella e viene nominata Miss Virginia USA nel 1976, mentre nel 1977 viene eletta Miss Washington DC World. Partecipa inoltre a Miss USA 1976 e Miss Mondo USA 1977.
Inizia a recitare nel 1980 nella serie televisiva Henry e Kip (Bosom Buddies), accanto a Tom Hanks, interpretando la parte di Sonny Lumet. Rimarrà nella serie fino al 1982, interpretando in tutto 37 episodi. Nel 1985 interpreta il personaggio di Allison Harris in otto episodi della serie Berrenger's.
Nel 1983 la Dixon e Dan Aykroyd recitano insieme nel film Doctor Detroit, primo di una lunga serie di collaborazioni, che li vedrà ancora insieme in film come Ai confini della realtà (Twilight Zone: The Movie) del 1983, Spie come noi (Spies Like Us) del 1985 o Lo strizzacervelli (The Couch Trip) del 1988.

## Vita privata
Nel 1983 Donna Dixon si sposa con l'attore Dan Aykroyd, che aveva incontrato sul set di Doctor Detroit. I due hanno avuto tre figlie: Danielle Alexandra, nata nel 1989, attrice e musicista, nota con lo pseudonimo di Vera Sola, con cui ha inciso un album e alcuni singoli; Kingston Belle, nata nel 1993 e anche lei attrice e modella; Stella Irene August, nata nel 1998. Nell'aprile 2022 la coppia annuncia che si sta separando dopo 39 anni di matrimonio, ma che i due rimarranno legalmente sposati.

## Filmografia

### Cinema
- Doctor Detroit, regia di Michael Pressman (1983)
- Terrore ad alta quota (Nightmare at 20,000 Feet), episodio di Ai confini della realtà (The Twilight Zone), regia di George Miller (1983)
- Spie come noi (Spies Like Us), regia di John Landis (1985)
- Lo strizzacervelli (The Couch Trip), regia di Michael Ritchie (1988)
- Una fortuna da morire (Lucky Stiff), regia di Anthony Perkins (1988)
- La corsa più pazza del mondo 2 (Speed Zone!), regia di Jim Drake (1989)
- It Had to Be You, regia di Joseph Bologna e Renée Taylor (1989)
- Fusi di testa (Wayne's World), regia di Penelope Spheeris (1992)
- Exit to Eden, regia di Garry Marshall (1994)
- Gli intrighi del potere - Nixon (Nixon), regia di Oliver Stone (1995)
- Il sangue di Cristo (Da Sweet Blood of Jesus), regia di Spike Lee (2014)

### Televisione
- Henry e Kip (Bosom Buddies) – serie TV, 37 episodi (1980-1982)
- Love Boat (The Love Boat) – serie TV, episodi 5x01-5x02 (1981)
- Margin for Murder, regia di Daniel Haller – film TV (1981)
- Uno sceriffo in gonnella (No Man's Land), regia di Rod Holcomb – film TV (1984)
- Poliziotti alle Hawaii (Hawaiian Heat) – serie TV, episodio 1x09 (1984)
- Berrenger's – serie TV, 8 episodi (1985)
- La signora di Beverly Hills (Beverly Hills Madam), regia di Harvey Hart – film TV (1986)
- Casalingo Superpiù (Who's the Boss?) – serie TV, episodio 2x26 (1986)
- Charmed Lives – serie TV, episodi 1x02-1x03-1x04 (1986)
- Moonlighting – serie TV, episodio 3x11 (1987)
- What a Country – serie TV, episodio 1x14 (1987)
- C.C.P.D., regia di Gary Weis – film TV (1992)
- La tata (The Nanny) – serie TV, episodio 3x10 (1995)
- Casa e chiesa (Soul Man) – serie TV, episodio 2x07 (1997)
- The Twilight Zone – serie TV, episodio 2x10 (2020)

## Doppiatrici italiane
Nelle versioni in italiano delle opere in cui ha recitato, Donna Dixon è stata doppiata da: 
- Pinella Dragani ne Lo strizzacervelli
- Anna Marchesini in Henry e Kip
- Anna Rita Pasanisi in Spie come noi
- Isabella Pasanisi in Doctor Detroit
- Serena Spaziani ne La Tata